# Галігузов Руслан Володимирович
Руслан Володимирович Галігузов (нар. 20 жовтня 1977, Запоріжжя, УРСР) — український футболіст, воротар.

## Життєпис
Вихованець запорізького «Металурга». Професіональну кар'єру розпочав у команді «Віктор». У сезоні 1998/99 років провів один матч у Вищій лізі України за «Торпедо». У 2002-2003 роках перебував у мінському «Динамо», але за цей час провів за основний склад лише один поєдинок.
Три сезони відіграв у російському першому дивізіоні за липецький «Металург» та «Содовик». 2008 року повернувся в Україну, де незабаром завершив професіональну кар'єру.
З 2018 року займає посаду тренера воротарів в запорізькому «Металургу».

## Досягнення
- Прем'єр-ліга Вірменії
  -  Срібний призер (1): 2006